# Уар (мученик)
Уар або Увар (лат. Varus, † початок 4-го століття, Александрія, Єгипет) — ранньо-християнський святий та мученик, що служив у римській армії в Єгипті. Похований в Сирії.

## Історія мучеництва Святого Уара
За цісаря Максиміяна служив у Єгипті при війську хоробрий вояк Уар, що був одночасно потайним християнином. Під час переслідування християн він заходив до в'язниць і послуговував ув'язненим християнам. Коли одного разу до в'язниці привели сімох пустельників, він негайно поспішив до них і провів з ними цілу ніч на побожних розмовах, а опісля довгий час приносив їм до в'язниці поживу. Коли в тому часі один із пустельників помер, Уар зголосився на його місце. Незабаром він згинув мученицькою смертю за Христову віру, на початку 4 століття.
Тіло св. Уара забрала християнка Клеопатра і потайки перенесла до Сирії, де його з пошаною поховала. До гробу св. мученика почало приходити багато християн. Згодом Клеопатра збудувала церкву св. Уара і в ній зложено мощі св. мученика. Коли помер її син, вона поховала його біля гробу св. Уара. Опісля роздала свій маєток убогим, а сама проживала до смерти серед молитов і постів при церкві св. мученика Уара.
- Пам'ять — 1 листопада

## Джерело
- Рубрика Покуття. Календар і життя святих.[недоступне посилання з липня 2019] (дозвіл отримано 9.01.2008)